# Columbella
Columbella es un género de caracol de mar, un gasterópodo marino de la familia Columbellidae.

## Especies
- Columbella adansoni Menke, 1853
- Columbella aureomexicana Howard, 1963
- Columbella castanea Sowerby, 1832
- Columbella costa Simone, 2007
- Columbella dysoni Reeve, 1859
- Columbella fuscata Sowerby, 1832
- Columbella haemastoma Sowerby, 1832
- Columbella labiosa Sowerby, 1822
- Columbella major Sowerby, 1832
- Columbella marrae Garcia E., 1999
- Columbella mercatoria (Linnaeus, 1758)
- Columbella paytensis Lesson, 1830
- Columbella rustica Linnaeus, 1758)
- Columbella rusticoides Heilprin, 1886
- Columbella socorroensis Shasky, 1970
- Columbella sonsonatensis Mörch, 1860
- Columbella strombiformis Lamarck, 1822